# Ben Johnson (skuespiller)
 For alternative betydninger, se Ben Johnson (flertydig). (Se også artikler, som begynder med Ben Johnson)
Ben "Son" Johnson, Jr. (født 13. juni 1918, død 8. april 1996) var en amerikansk stuntman, verdensmester i rodeo-cowboy og Oscar-vindende skuespiller. Sønnen af en rancher, Johnson ankom i Hollywood for at levere heste til en film. Han arbejde som stunt-double i adskillige år, før han gik ind i skuespillet gennem John Fords kontorer. Lang og lakonisk bragte Johnson yderligere autenticitet til mange roller i Westernfilm med sit ekstraordinære horsemanship. En elegisk skildring af en tidligere cowboy-teater ejer i 1950'erne i coming-of-age-dramafilmen Sidste forestilling indbragte Johnson en Oscar for bedste mandlige birolle og BAFTA Award for bedste mandlige birolle i 1971.

## Eksterne henvisning
- Wikimedia Commons har flere filer relateret til Ben Johnson (skuespiller)
- Ben Johnson på Internet Movie Database (engelsk)
- Ben Johnson på Filmdatabasen
- Ben Johnson på Scope
- Ben Johnson på Svensk Filmdatabas (svensk)
- Ben Johnson på AllMovie (engelsk)
- Ben Johnson på Turner Classic Movies (engelsk)
- Ben Johnson på The Movie Database (engelsk)
- Ben Johnson på Encyclopædia Britannica Online (engelsk)